# Alfred Andriola
Alfred Andriola (New York, 24 maggio 1912 – New York, 29 marzo 1983) è stato un fumettista statunitense.
Ben noto per le strisce a fumetti Kerry Drake, per le quali egli vinse, nel 1970, un Premio Reuben, i suoi lavori comparvero talvolta sotto lo pseudonimo di  Alfred James.
Andriola nacque a New York e crebbe a  Rutherford, nel New Jersey. Egli studiò alla Cooper Union e alla Columbia University, pensando di diventare uno scrittore. Invece, seguendo la lettera di un sostenitore, scrisse a Milton Caniff, divenendone il suo assistente e lavorando con lui a Terry e i Pirati e a Scorchy Smith.

## Strisce a fumetti e libri a fumetti
La sua prima striscia fu Charlie Chan (1938–1942), un adattamento dei popolari romanzi sul detective per il McNaught Syndicate. Per cinque mesi, nel 1943, egli disegnò un supereroe minore, Captain Triumph, per i Crack Comics di Quality Comics. 
Per un anno egli scrisse la striscia Dan Dunn con lo scrittore Allen Saunders. Dunn terminò il 3 ottobre 1943, e il giorno successivo il loro Kerry Drake debuttò.  Originariamente un investigatore di procura di distretto, Drake divenne un ufficiale della polizia municipale, quando Sandy Burns, la sua segretaria e fidanzata, fu assassinata da Trinket e Bulldozer. 
Sia come investigatore di procura di distretto che come poliziotto di città, egli combatté una serie di "cattivi" esuberanti, compresi Bottleneck, Mother Whistler e No-Face. Scritto da Saunders come ghost-writer dai suoi inizi fino ai primi anni 1970, dopo che Andriola accettò un premio per gli scritti di Saunders, senza darne a lui credito,la striscia divenne gradualmente una striscia-soap opera focalizzandosi sulla vita privata di Drake con sua moglie Mindy e i loro "quartetti", come il più giovane fratello di Drake, Lefty, un occhio privato, rilevò la maggior parte delle sue trame avventurose. Andriola fu assistito (ed ebbe i suoi scritti realizzati da ghost-writer) da artisti quali Hy Eisman, Fran Matera, Jerry Robinson e Sururi Gumen, con quest'ultimo che dal 1976 condivise la fama di autore con Andriola. Usando lo pseudonimo di Alfred James, egli collaborò con Mel Casson per la "striscia" It's Me, Dilly dal 1957 al 1960. Kerry Drake fu eliminato dopo il decesso di Andriola, avvenuto nel 1983.

## Libri
Egli contribuì al libro, Ever Since Adam and Eve: A Pictorial Narrative of the Battle of the Sexes in Original Drawings by 86 Famous Cartoonists (McGraw Hill, 1955).

## Riconoscimenti
Andriola ricevette nel 1970 il Premio Silver T-square della National Cartoonists Society e il Reuben Award nel 1971.